# نهنگ قطبی
نهنگ قطبی یا نهنگ صاف گرینلندی آب‌بازی عضو سرده «سرکمانی‌ها» از خانواده نهنگیان است. این گونه تنها عضو سرده خود است و در آب‌های نزدیک قطب شمال زندگی می‌کند.

## ویژگی‌های ظاهری
بدن نهنگ قطبی قوی و سیاه رنگ است و باله پشتی ندارد. فک پایینی بزرگ و کمان‌شکل است و فک بالایی باریک. صفحه‌های شاخی این نهنگ، که بلندترین صفحه‌های شاخی در میان همه نهنگ‌ها است و طولی برابر ۳ متر دارند، آب را تصفیه می‌کنند و جانوران ریزی همچون کریل را به دام می‌اندازند. این جانور استخوان جمجمه‌ای بسیار سخت دارد که از آن برای شکستن یخ‌ها در قطب شمال و بازکردن سوراخی برای تنفس در آن‌ها بهره می‌گیرد. شکارچیان اینوویت بالا آمدن آن‌ها از یخ‌هایی با قطر ۶۰ سانتی‌متر را هم گزارش کرده‌اند.
طول نهنگ قطبی می‌تواند به بیش از ۲۰ متر برسد. بیشترین طول گزارش شده از این جانور مربوط به نمونه‌ای عظیم و ۲۱٫۲ متری است که در سوالبارد، نروژ، دیده شد. نهنگ‌های قطبی ماده بزرگتر از نرها هستند. چربی زیر پوست این جانور ضخیم‌ترین چربی در میان همه جانداران است و ضخامت آن به ۵۰–۴۳ سانتی‌متر می‌رسد.

## گستره
همان گونه که از نامش بر می‌آید، نهنگ قطبی در آب‌های قطب شمال نزدیک به کلاهک یخی زندگی می‌کند و به حرکت‌های فصلی این کلاهک بسیار وابسته است. رفتار و گستره در هنگام زمستان کمتر شناخته شده است، با این حال گمان می‌رود که بعضی گروه‌های آن‌ها مقیم باشند. بعضی گروه‌های ساکن در تنگه دیویس در غرب گرینلند دیده شده‌اند.
جمعیت جهانی این نهنگ ۱۰٬۰۰ عدد تخمین زده می‌شود؛ با بیشترین تعداد (۸۲٬۰۰ عدد) در دریاهای برینگ و چوکچی و بوفورت. گروه‌های کوچکتری که همگی دارای جمعیت‌هایی کمتر از ۳۵۰ عدد بوده‌اند نیز در دریای اختسک، تنگه دیویس، خلیج بافین، خلیج هادسن، دریای بارنتز دیده شده‌اند.

## یادداشت
1. ↑  این نهنگ در بسیاری از زبان‌ها نهنگ گرینلندی نامیده می‌شود همچون Grönlandwal در آلمانی و Grönlanninvalas در فنلاندی، در انگلیسی نام این نهنگ Bowhead Whale به معنی نهنگ سَرکَمانی نیز هست.